# びらとり農業協同組合
びらとり農業協同組合（びらとりのうぎょうきょうどうくみあい、英称：JA Biratori ）は、北海道沙流郡平取町に本所を置く農業協同組合である。略称はJAびらとり。当農協の地区は平取町及び日高町日高地区・富川地区の一円である。

## 概要
平取トマトが有名であり、それを原料としたトマトジュース『ニシパの恋人』や、『びらとり和牛』は大変有名であり、当農協の特産品でもある。
北海道でも、いち早く『6次産業化』を推進してきた為、加工品が多いのも特徴である。
- 正組合員数：771名
- 准組合員数：2,869名
- 正職員数：15名

## 沿革
- 2004年（平成16年）平取町農協と北日高農協（旧日高町）が合併し、新・平取町農協発足
- 2015年（平成27年）平取町農協、富川農協の2つの農協合併により、びらとり農協発足

## 事務所の一覧
カッコ内は所在地
- 本所（沙流郡平取町本町40-1）
- 富川支所（沙流郡日高町富川北4丁目1-2）
- 振内支所（沙流郡平取町振内町21-2）
- 貫気別支所（沙流郡平取町貫気別131-4）
- 日高支所（沙流郡日高町本町東1丁目298-6）

### Aコープ[1]
- びらとり店（北海道沙流郡平取町本町40-1）
- ふれない店（北海道沙流郡平取町振内町21-2）
- ぬきべつ店（北海道沙流郡平取町字貫気別131-4）
- ひだか店（北海道沙流郡日高町本町東1丁目298-6）

#### 過去の店舗
- ルシナ店（北海道沙流郡日高町富川北4丁目1-2）
元は合併前のJAとみかわが1996年に出店。売り場面積は約560坪。2012年にはリニューアルを行い、2015年の合併に伴い、JAびらとりが運営することになった。ピーク時に年間17～18億円あった売り上げが約10億円に減少し、赤字ではないものの、運営継続は難しいとして、ホクレン商事が、運営を承継することになった。
2024年9月30日に改装のため一時閉店[2]。同年11月1日、ホクレンショップFoodFarmルシナ店としてリニューアルオープンした[2][3]。

## 子会社
- 有限会社平取アグリサポート
- 株式会社ルシナサポート
- 株式会社日高西部農業機械センター